# Underhill, Wisconsin
Underhill là một thị trấn thuộc quận Oconto, tiểu bang Wisconsin, Hoa Kỳ. Năm 2010, dân số của thị trấn này là 785 người.